# Dobrodružství Poseidonu
Dobrodružství Poseidonu (anglicky The Poseidon Adventures) je americký akční katastrofický film, který v roce 1972 natočila režisérská dvojice Ronald Neame a Irwin Allen.

## Děj
Poseidon je zámořská loď, která jede svoji poslední plavbu napříč Atlantským oceánem z New Yorku do Athén. Zástupce majitele lodi Linarcos (Fred Sadoff) na kapitána Harrisona (Leslie Nielsen) naléhá, aby zvýšil rychlost (na úkor stabilizace lodi zaplavením kýlu), aby se do Athén doplulo rychleji. Na silvestrovský večer, kdy se všichni cestující setkávají v jídelně, je kapitán Harrison zavolán na můstek kvůli naléhavé situaci. Na můstku mezitím zjišťují, že proti nim míří velká vlna, kapitán nařizuje spuštění vodotěsných přepážek, vyslání signálu SOS a natočení přídi lodi kolmo na vlnu, ale už je pozdě. Velká vlna obrací loď dnem vzhůru. V jídelně lodi se většina z přeživších cestujících rozhoduje čekat na pomoc, jen deset z nich se vypraví skrz loď k lodnímu šroubu, kde je trup lodě nejtenčí (jen půl palce oceli!) a právě zde by se dala očekávat záchrana. Výpravu vede rozhodný reverend Frank Scott (Gene Hackman). Cesta ke spáse vede ocelovým peklem.

## Obsazení
| Gene Hackman      | Reverend Frank Scott          |
| Ernest Borgnine   | detektiv nadporučík Mike Rogo |
| Red Buttons       | James Martin                  |
| Carol Lynley      | Nonnie Parry                  |
| Roddy McDowall    | Acres                         |
| Stella Stevens    | Linda Rogo                    |
| Shelley Winters   | Belle Rosen                   |
| Jack Albertson    | Manny Rosen                   |
| Pamela Sue Martin | Susan Shelby                  |
| Eric Shea         | Robin Shelby                  |
| Arthur O'Connell  | Chaplain John                 |
| Leslie Nielsen    | kapitán Harrison              |
| Fred Sadoff       | Linarcos                      |